# Rodowód (kynologia)
Rodowód – wykaz przodków danego zwierzęcia zestawiony w kolejności następujących po sobie pokoleń, obejmujący szczegółowe dane każdego z ujętych osobników, takie jak: daty i miejsca urodzenia, numery hodowlane, imiona, nazwy i ewentualnie numery hodowców (hodowli), także dane dotyczące cech użytkowych.
Rodowód jest podstawą określenia przypuszczalnej wartości osobnika według oceny jego przodków, a także układania planów kojarzeń i oceny stopnia pokrewieństwa poszczególnych osobników.